# Lissocephala versicolor
Lissocephala versicolor är en tvåvingeart som beskrevs av Malloch 1934. Lissocephala versicolor ingår i släktet Lissocephala och familjen daggflugor.
Artens utbredningsområde är Samoa. Inga underarter finns listade i Catalogue of Life.